# Nya Jämtlandstjärnen
Nya Jämtlandstjärnen är en sjö i Arvidsjaurs kommun i Lappland och ingår i Byskeälvens huvudavrinningsområde. Sjön har en area på 0,0718 kvadratkilometer och ligger 441 meter över havet.

## Delavrinningsområde
Nya Jämtlandstjärnen ingår i det delavrinningsområde (727965-164124) som SMHI kallar för Utloppet av Betsatjaure. Medelhöjden är 438 meter över havet och ytan är 15,31 kvadratkilometer. Räknas de 24 avrinningsområdena uppströms in blir den ackumulerade arean 261,96 kvadratkilometer. Svärdälven som avvattnar avrinningsområdet har biflödesordning 2, vilket innebär att vattnet flödar genom totalt 2 vattendrag innan det når havet efter 167 kilometer. Avrinningsområdet består mestadels av skog (55 procent) och sankmarker (27 procent). Avrinningsområdet har 2,25 kvadratkilometer vattenytor vilket ger det en sjöprocent på 14,7 procent.